# 34993 Euaimon
34993 Euaimon este o planetă minoră (asteroid) din Asteroid troian al lui Jupiter. A fost descoperită pe 20 septembrie 1973 la Observatorul Palomar de Cornelis Johannes van Houten. 
Obiectul prezintă o orbită caracterizată de o semiaxă mare de 5,150885 UAi, o excentricitate de 0,055, o înclinație de 8,89295 ° în raport cu ecliptica.